# Az Air France 358-as járatának balesete
Az Air France 358-as járatának balesete 2005. augusztus 2-án történt Torontóban, a Pearson repülőtéren, ami Kanada legforgalmasabb repülőtere.
Az Air France A340–313X típusú, F–GLZQ lajstromjelű repülőgépe 297 utassal és 12 főnyi személyzettel a fedélzetén a párizsi Párizs-Charles de Gaulle repülőtérről indult, helyi idő szerint 14.00-kor. Torontóban ekkor viharos idő volt, a kanadai irányítótorony kénytelen volt elrendelni az ún. vörös riadót, ami azt jelentette, hogy nem indulhatnak gépek a reptérről, illetve a földi személyzet nem dolgozhat a gépek mellett.
Mivel érkező gépről volt szó, a 358-as járat mégis megkapta a leszállási engedélyt.
A gép 16.01-kor szállt le. Kigurulás közben a repülőtér 24L jelzésű leszállópályáján túlszaladt, 146 km/h-s sebességgel átszakította a repülőtér kerítését, és egy forgalmas autópálya melletti csatorna partján, 200 m-re a kifutópálya végétől állt meg.
A gép hátsó harmada kigyulladt. 90 másodperccel a baleset után már az összes utas lecsúszott a csúszdákon (ezek közül kettő nem működött), illetve néhány utasnak 2 méteres magasságból kellett leugrania. 18 órára az egész gép lángokban állt, a pilótafülkét és a szárnyakat kivéve. 20 óra körül felrobbant a gépben maradt üzemanyag.
Összesen 43 könnyebb sérült volt, de csodával határos módon csak az 57 éves Alain Rosé kapitányt vitték súlyos fejsérülésekkel kórházba. Haláleset nem volt, de a poggyász mind odaveszett.
A baleset szerencsés kimenetelét sokan a szigorú biztonsági előírások betartásának, a személyzet, valamint a tűzoltók helytállásának tulajdonítják. A Le Figaro francia lap szerint a balesetet az okozta, hogy a földet érés után csak 12 másodperccel állították át a hajtóműveket fékezőüzemmódba.
Réal Levasseur, a baleset vezető kivizsgálója rámutatott, hogy a gép a kifutópálya 2743 m-es hosszából 1220 méteren ért földet, és a maradék 1523 méter csak száraz felület esetén lett volna elég a megálláshoz, az esőtől nedves betonon legalább 2000 méterre lett volna szükség. A vizsgálatok nem mutattak ki hajtómű- vagy fékhibára utaló nyomokat. A gép 490 méteren keresztül vészfékezett. A baleset oka tehát a késői földet érés, a késői fékezés, az eső, valamint az, hogy a legrövidebb leszállópályát használhatták csak.

A torontói Pearson repülőtér és a repülőgép pályájának vázlata

## Érdekesség
Az esetet a Légikatasztrófák 4. évad, 1. epizódjában is feldolgozták.